# Direkte Frage
Unter direkte Frage (= direkter Fragesatz) ist im Gegensatz zu dem Begriff indirekte Frage eine Frage zu verstehen, die in einem Hauptsatz geäußert wird. Eine direkte Frage wird also als selbständiger Fragesatz formuliert. Es handelt sich dabei um sogenannte Entscheidungs- oder Ergänzungsfragen.

## Beispiele aus dem Deutschen
Direkte Fragen können auf verschiedene Weise formuliert werden. Beispiele für direkte Fragen im Deutschen:
- „Kommt Peter?“ (Fragesatz mit Verb in Spitzenposition)
- „Wann kommt Peter?“ (Fragesatz, eingeleitet mit Frageadverb/Interrogativadverb)
- „Wer kommt?“ (Fragesatz, eingeleitet mit Fragepronomen/Interrogativpronomen)
- „Peter kommt tatsächlich?“ (Fragesatz, der gesprochen nur durch die Intonation und geschrieben nur durch das Fragezeichen erkennbar ist.)

## Merkmale
Direkte Fragen sind syntaktisch unabhängige Fragen, das heißt, sie werden als selbständige Sätze geäußert. Sie werden durch Fragewörter, Verbstellung, Intonation oder Fragezeichen als Fragesätze markiert.